# Stora etiopiska renässansdammen
Stora etiopiska renässansdammen (amhariska: ታላቁ የኢትዮጵያ ሕዳሴ ግድብ, Tālāqu ye-Ītyōppyā Hidāsē Gidib, TaIHiGe; engelska: Grand Ethiopian Renaissance Dam, GERD) eller Millenniedammen är en etiopisk dammanläggning, under byggande sedan 2011. Den är belägen i Benishangul-Gumuz-regionen och tänkt att dämma upp Blå Nilen, som det största dammprojektet i både Etiopien och (troligen) Afrika.
Dammbygget är i Etiopien ett högt prioriterat projekt, med möjligheten att ge stora ekonomiska fördelar för landet genom elkraft och reservoarens vattenreserver. Det riskerar dock att minska vattentillgången i både Sudan och Egypten. 

## Historik

### Bakgrund
Etiopiens stora potential till vattenkraft var under lång tid dåligt använd. Efter millennieskiftet har man dock, med utländskt bistånd och investeringar, inlett stora satsningar på en vattenkraftsutbyggnad. Anno 2020 kommer nästan all landets elektricitet från vattenkraft, och man exporterar även elektricitet till grannländer.
Bygget är kontroversiellt i flera grannländer och dammbygget riskerar minska vattentillgången i Sudan och Egypten, två länder som är mycket beroende av Nilen och dess vatten. 90 procent av vattenförsörjningen i Egypten är beroende av Nilen.

### Bygget
Dammbygget är beläget 15 km öster om gränsen till Sudan. Vattenkraftverket vid dammen kommer att i färdigt skick ha en kapacitet på 6,45 GW, vilket gör det till sjunde störst i världen och störst i Afrika. Hösten 2019 var dammbygget klart till drygt två tredjedelar. När väl dammen är klar, kommer fyllandet av vattenreservoaren att ta mellan 5 och 15 år, bland annat beroende på överenskommelser mellan de berörda länderna Egypten, Sudan och Etiopien.
Bygget av dammen inleddes 2011, under Arabiska våren. Etiopien konsulterade då inte Egypten, ett land som påverkas starkt av tillgången på vatten från Nilen. Ett avtal daterat 1959 ger Sudan och Egypten rätt till nästan allt vatten från Nilen, och avtalet gav också Egypten vetorätt över byggprojekt uppströms floden om skulle kunna inverka på landets egen vattenförsörjning. Etiopien hävdar dock att man inte känner sig begränsade av ett över 50 år gammalt avtal.
Från och med sommaren 2020 års regnperiod kommer reservoaren, enligt premiärminister Abiy Ahmed, att börja fyllas med vatten.

### Konflikt
Sedan 2011 har förhandlingar pågått med syftet att begränsa hastigheten på reservoarens påfyllning. Etiopien önskar fylla dammen i en takt som gör att den blir helt fylld på sex år, medan Egypten för att undvika drastiskt reducerade vattenflöden nedanför dammen, önskar en fyllnadstid på mellan 10 och 20 år.
I februari 2020 avbröts återigen försöken att nå fram till en överenskommelse om fyllnadstakten. Vid samtalen, som leddes av USA, lämnade denna gång Etiopien förhandlingsbordet efter missnöje med ett framlagt utkast angående fyllande och drift av dammen. Trots bristen på avtal mellan de berörda länderna meddelade premiärminister Ahmed i april 2020 att dammen skulle börja fyllas under det innevarande året.
Medlingsorganisationen International Crisis Group föreslog i maj 2020 att man till att börja med förhandlar om ett övergångsavtal, som ska gälla de två nästkommande åren. Ett sådant avtal skulle syfta till att Etiopien endast fyller på så mycket vatten som krävs för att testa vattenkraftsturbinerna. Under tiden skulle fortsatta förhandlingar pågå mellan de tre länderna (även Sudan har ekonomiskt intresse av dammen genom tillgång till billigare elektricitet).
I september 2021 antog FN:s säkerhetsråd en förklaring som uppmuntrade Egypten, Etiopien och Sudan att "återuppta förhandlingarna" i Afrikanska unionens regi "för att snabbt slutföra" ett avtal om den kontroversiella GERD -dammen vid Nilen. Detta avtal bör vara "ömsesidigt godtagbart och bindande för GERD:s fyllning och funktion inom rimlig tid", specificerar säkerhetsrådet i sin deklaration som utarbetats av Tunisien.